# MTV Movie Awards 2008
Vyhlášení amerických filmových cen MTV 2008 se uskutečnilo 1. června 2008 v Universal Amphitheatre v Los Angeles v Kalifornii. Moderátorem ceremoniálu byl Mike Myers.

## Moderátoři a vystupující

### Moderátor
- Mike Myers

### Hudební vystoupení
- Coldplay – „Viva La Vida“
- Pussycat Dolls – „When I Grow Up“

## Nominace a ocenění
| Film roku | Film roku |
| --- | --- |
| - Transformers - Superbad - Juno - Lovci pokladů 2: Kniha tajemství - Piráti z Karibiku: Na konci světa - Já, legenda | |
| Nejlepší mužský výkon | Nejlepší ženský výkon |
| - Will Smith – Já, legenda - Michael Cera – Juno - Matt Damon – Bourneovo ultimátum - Shia LaBeouf – Transformers - Denzel Washington – Americký gangster | - Ellen Page – Juno - Amy Adams – Kouzelná romance - Jessica Biel – Když si Chuck bral Larryho - Katherine Heiglová – Zbouchnutá - Keira Knightley – Piráti z Karibiku: Na konci světa                                                       |
| Objev roku | Nejlepší letní film |
| - Zac Efron – Hairspray - Nikki Blonsky – Hairspray - Megan Fox – Transformers - Chris Brown – Společené Vánoce - Michael Cera – Superbad - Jonah Hill – Superbad - Christopher Mintz-Plasse – Superbad - Seth Rogen – Zbouchnutá                                                                                      | - Iron Man - Indiana Jones a království křišťálové lebky - Letopisy Narnie: Princ Kaspian - Sex ve městě - Speed Racer |
| Nejlepší souboj | Nejlepší polibek |
| - Sean Faris vs. Cam Gigandet – Nikdy to nevzdávej - Vetřelec vs. Predátor – Vetřelci vs. Predátor 2 - Hayden Christensen vs. Jamie Bell – Jumper - Matt Damon vs. Joey Ansah – Bourneovo ultimátum - Tobey Maguire vs. James Franco – Spider-Man 3 - Chris Tucker a Jackie Chan vs. Sun Mingming – Křižovatka smrti 3 | - Robert Hoffman a Briana Evigan – Let's Dance 2 - Amy Adams a Patrick Dempsey – Kouzelná romance - Shia LaBeouf a Sarah Roemer – Disturbia - Ellen Page a Michael Cera – Juno - Daniel Radcliffe a Katie Leung – Harry Potter a Fénixův řád |
| Nejlepší komediální výkon | Nejlepší zloduch |
| - Johnny Depp – Piráti z Karibiku: Na konci světa - Amy Adams – Kouzelná romance - Jonah Hill – Superbad - Seth Rogen – Zbouchnutá - Adam Sandler – Když si Chuck bral Larryho | - Johnny Depp – Sweeney Todd: Ďábelský holič z Fleet Street - Topher Grace – Spider-Man 3 - Javier Bardem – Tahle země není pro starý - Angelina Jolie – Beowulf - Denzel Washington – Americký gangster                                     |

### MTV Generation Award
- Ben Stiller